# Famille Lumley
Cette page explique l’histoire ou répertorie les différents membres de la famille Lumley.
La famille Lumley est une famille subsistante de la noblesse britannique, originaire du comté de Durham. Elle s'est distinguée par les fonctions politiques et militaires occupées par ses membres.
Elle a été illustrée par Richard Lumley, 1er comte de Scarbrough, chancelier du duché de Lancastre (1650-1721).

## Histoire
La famille Lumley, par le biais de Ralph Lumley, combat aux côtés du Royaume d'Angleterre de Richard II d'Angleterre à la bataille d'Otterburn où il est capturé par les écossais et il est libéré en 1389 contre rançon. Il prête plusieurs fois serment au roi Richard II d'Angleterre lors des séances du Parlement or en septembre 1399, il accepte la prise du pouvoir du roi Henri IV d'Angleterre et l'emprisonnement du roi Richard II d'Angleterre. En décembre, il rejoint son cousin issu de germain, Thomas Holland, 1er duc de Surrey, dans la conspiration de l'Épiphanie qui vise à assassiner Henri IV d'Angleterre afin de restaurer Richard II d'Angleterre. Il est capturé et décapité à Cirencester en janvier 1400. Tous ses biens mobiliers et domaines sont confisqués au profit de la couronne.
En 1411, la famille est rétablie dans son nom, biens et domaines confisqués grâce à John Lumley (1382-1421) qui combat à la bataille de Baugé pour le roi Henri V d'Angleterre le 22 mars 1421 où il décède.
La famille Lumley est, durant la guerre des Deux-Roses, d'abord un soutien du roi Henri VI d'Angleterre de la Maison de Lancastre, auprès duquel elle occupe plusieurs postes avant de soutenir le roi Édouard IV d'Angleterre de la Maison d'York qui rétabli la famille dans sa pairie. En 1485, après la bataille de Bosworth, la famille fait la paix avec le nouveau roi Henri VII d'Angleterre de la Maison Tudor qui lui permet de conserver ses charges.
En 1513, par le biais de John Lumley (1493-1544), la famille combat pour le roi Henri VIII d'Angleterre à la bataille de Flodden et accompagne le roi au camp du Drap d'Or lors de la rencontre avec le roi François Ier. En 1536 John Lumley prend part au pèlerinage de Grâce et est gracié par Thomas Howard, 3e duc de Norfolk, cependant son fils George Lumley est exécuté le 2 juin 1537 pour haute trahison.
La famille réussi à maintenir ses biens et domaines grâce à John Lumley, 1er baron Lumley (1533-1609), le fils de George Lumley qui hérite directement de son grand-père sans être inquiété. En 1571 il participe au complot de Ridolfi qui vise à assassiner la reine anglicane Élisabeth Ire d'Angleterre pour la remplacer par sa cousine la reine catholique Marie Ier d'Angleterre. Ce complot échoue et il passe deux ans en prison avant d'être libéré en avril 1573.
La famille soutien la montée sur le trône du roi Jacques Ier d'Angleterre de la Maison Stuart, ainsi que le roi Charles Ier d'Angleterre lors de la première guerre civile anglaise. Richard Lumley, 1er vicomte Lumley combat aux côtés du prince Rupert de Bavière jusqu'au siège de Bristol de 1645. Elle accompagne et soutien Charles II d'Angleterre lors de la Restauration et le 25 avril 1660, Richard Lumley, 1er vicomte Lumley fait partie du groupe de loyalistes qui publient une déclaration au Parlement pour soutenir la Déclaration de Bréda.
La famille joue un rôle lors de rébellion de Monmouth en 1685 puisque Richard Lumley est responsable de l'arrestation de James Scott, 1er duc de Monmouth qui cherche à détrôner son oncle le roi Jacques II d'Angleterre. Cependant il est l'un des sept immortels et soutient Guillaume d'Orange contre Jacques II d'Angleterre de la Maison Stuart lors de la Glorieuse Révolution, ce qui lui permet d'obtenir plusieurs charges et titres,.
Thomas Lumley-Saunderson, 3e comte de Scarbrough ajoute « Saunderson » à son nom « Lumley » pour « Lumley-Saunderson » par un acte du parlement de 1723 afin d'hériter de son cousin James Saunderson, 1er comte Castleton.
John Lumley-Savile, 7e comte de Scarbrough ajoute « Savile » à son nom « Lumley » pour « Lumley-Savile » par une licence royale du 28 septembre 1807 en référence au nom de famille de sa mère dont appartient les baronnets Savile éteint en 1784.
John Savile, 1er baron Savile est l'un des nombreux enfants naturel de John Lumley-Savile, 8e comte de Scarbrough. Il change son nom de « Savile-Lumley » pour « Savile » par une licence royale du 28 mai 1887. Une condition successorale spéciale fait de son neveu, John Lumley-Savile, 2e baron Savile, son héritier. Ce-dernier change son nom de « Savile-Lumley » pour « Lumley-Savile » par une licence royale de 1898.
La famille Lumley était une famille catholique de la noblesse britannique convertie à l'anglicanisme.

## Personnalités

### Comte de Scarbrough
- John Lumley, 1er baron Lumley (1533-1609), homme politique et militaire, fils de George Lumley ;
- Richard Lumley, 1er vicomte Lumley (1589-1663), homme politique et militaire, cousin du précédent ;
- Richard Lumley, 1er comte de Scarbrough (1650-1721), homme politique et militaire, petit-fils du précédent ;
- Richard Lumley, 2e comte de Scarbrough (1686-1740), homme politique et militaire, fils du précédent ;
- Thomas Lumley-Saunderson, 3e comte de Scarbrough (1691-1752), homme politique et militaire, frère du précédent ;
- Richard Lumley-Saunderson, 4e comte de Scarbrough (1725-1782), homme politique, fils du précédent ;
- George Lumley-Saunderson, 5e comte de Scarbrough (1753-1807), homme politique, fils du précédent ;
- Richard Lumley-Saunderson, 6e comte de Scarbrough (1757-1832), homme politique, frère du précédent ;
- John Lumley-Savile, 7e comte de Scarbrough (1761-1835), homme politique, frère du précédent ;
- John Lumley-Savile, 8e comte de Scarbrough (1788-1856), homme politique, fils du précédent ;
- Richard Lumley, 9e comte de Scarbrough (1813-1884), homme politique et militaire, cousin du précédent ;
- Aldred Lumley, 10e comte de Scarbrough (1857-1945), homme politique et militaire, fils du précédent ;
- Roger Lumley, 11e comte de Scarbrough (1896-1969), homme politique et militaire, neveu du précédent ;
- Richard Lumley, 12e comte de Scarbrough (1932-2004), homme politique et homme d'affaires, fils du précédent ;
- Richard Lumley, 13e comte de Scarbrough (1973-), homme d'affaires, fils du précédent.

### Barons Savile
- John Savile, 1er baron Savile (1818-1896), homme politique et diplomate, fils naturel de John Lumley-Savile, 8e comte de Scarbrough ;
- John Lumley-Savile, 2e baron Savile (1854-1931), homme politique et diplomate, neveu du précédent ;
- George Lumley-Savile, 3e baron Savile (1919-2008), homme politique et homme d'affaires, fils du précédent ;
- John Lumley-Savile, 4e baron Savile (1854-1931), homme d'affaires, neveu du précédent ;
- Augustus Lumley-Savile (1828-1887), homme d'affaires, arrière grand-oncle du précédent.

## Titres et armoiries

### Titres
- Comte de Scarbrough (15 avril 1690)[11]
(Pairie d'Angleterre)
  - Vicomte Lumley (10 avril 1689)[11]
(Pairie d'Angleterre)
  - Vicomte Lumley (12 juillet 1628)[12]
(Pairie d'Irlande)
  - Baron Lumley (31 mai 1681)[11]
(Pairie d'Angleterre)
- Baron Savile (27 octobre 1888)[13]
(Pairie d'Irlande)
- Baron Lumley (1547)[14]
(Pairie d'Angleterre)
- Baron Lumley (26 juillet 1461)[15]
(Pairie d'Angleterre)
- Baron Lumley (28 septembre 1384)[15]
(Pairie d'Angleterre)

### Armoiries

Lumley ancien

Lumley

Savile

Lumley-Savile

Saunderson

Lumley-Saunderson

Comte de Scarbrough

« De gueules à six martlets d'argent ordonnés 3, 2 et 1. »

« D'argent à la fasce de gueules accompagnées de trois perroquets de sinople colletés du second émail. »

« D'argent à la bande de sable chargée de trois hiboux du champ, à la bordure ondée du second émail. »

« Écartelé : aux 1 et 4, d'argent à la bande de sable chargée de trois hiboux du champ, à la bordure ondée du second émail, qui est de Savile ; aux 2 et 3, d'argent à la fasce de gueules accompagnées de trois perroquets de sinople colletés du second émail, qui est de Lumley. »

« Palé d'argent et d'azur à la bande de sable chargée de trois annelets d'or. »

« Écartelé : aux 1 et 4, D'argent à la fasce de gueules accompagnées de trois perroquets de sinople colletés du second émail, qui est de Lumley ; aux 2 et 3, palé d'argent et d'azur à la bande de sable chargée de trois annelets d'or, qui est de Saunderson. »

« Écartelé : aux 1 et 4, D'argent à la fasce de gueules accompagnées de trois perroquets de sinople colletés du second émail, qui est de Lumley ; aux 2 et 3, De gueules à six martlets d'argent ordonnés 3, 2 et 1, qui est de Lumley ancien. »

## Généalogie
Cet arbre généalogique représente la lignée agnatique, par conséquent seul la descendance patronymique est développée.

### Arbre généalogique de la famille Lumley
Arbre généalogique de la famille Lumley
- William de Lumley (?-?) X ?
  - Roger de Lumley (?-1279) X Sybil de Morwick (?-?)
    - Robert de Lumley (≈1272-1308) X Mary FitzMarmaduke (1273-?)
      - Robert de Lumley (?-1325) X Lucy de Thweng (?-?)
        - Marmaduke Lumley (1314-1365) X Margaret Holland (?-?)
          - Robert Lumley (1354-1374)
          - Ralph Lumley, 1er baron Lumley (1360-1400) X Eleanor Nevill (?-1441)
            - John Lumley (1382-1421) X Felicia Redman (?-?)
              - Thomas Lumley, 1er baron Lumley (1408-1485) X Margaret Harington (?-?)
                - Joan Lumley (1430-1493) X (1439) Bertram Harbottle (1426-1462)
                - George Lumley, 2e baron Lumley (1445-1507) X Elizabeth Thornton (?-?)
                  - Thomas Lumley (1462-1387) X Elizabeth Plantagenet (1464-1498)
                    - Richard Lumley, 3e baron Lumley (1477-1510) X (1489) Anne Conyers (1468-1521)
                      - John Lumley, 4e baron Lumley (1492-1544) X Joan Scrope (?-?)
                        - George Lumley (?-1537) X Jane Knightley (1514-1583)
                          - John Lumley, 1er baron Lumley (1533-1609) X Joan Fitzalan (1537-1578) (sans descendance) puis épouse Elizabeth Darcy (1566-1618)
                          - Jane Lumley (1535-?) X Geoffrey Markham (?-1569)
                          - Barbara Lumley (1538-?) X Humphrey Llwyd (1527-1569) (dont descendance) puis épouse William Williams (1540-1612) (dont descendance).

                      - Anthony Lumley (1501-?) X ?
                        - Roger Lumley (1550-1606) X Anne Kurtwich (?-?)
                          - suite de l'arbre généalogique : comtes de Scarbrough

                    - Roger Lumley (≈1477-1530) X ?
                      - Anne Lumley (1510-1563) X (1530) John Lambton (1505-1582)
                      - Isabel Lumley (1520-?) X Richard Conyers (1520-?)

                    - Anne Lumley (1481-1550) X (1415) Robert Ogle, 4e baron Ogle (1489-1532)
                    - Sybil Lumley (1485-1518) X (1512) William Hylton (1488-1526)

            - Thomas Lumley (1383-1400)
            - Marmaduke Lumley (?-1450)
            - Katherine Lumley (1396-1461) X John Chideocke, 6e baron FitzPayn (1401-1450)
            - Elizabeth Lumley (1398-1461) X Adam Tyrwhitt (≈1395-1447)

      - Alianor de Lumley (1297-1368) X Robert de Umfreville (1277-1327)

### Suite de l'arbre généalogique: comtes de Scarbrough
- Richard Lumley, 1er vicomte Lumley (1589-1663) X (1614) Frances Shelley (1592-1627)
  - John Lumley (≈1615-1658) X Mary Compton (1610-?)
    - Richard Lumley, 1er comte de Scarbrough (1650-1721) X (1684) Frances Jones (1665-1722)
      - Henry Lumley, vicomte Lumley (1688-1710)
      - Richard Lumley, 2e comte de Scarbrough (1686-1740)
      - Mary Lumley (1690-1726) X (1712) George Montagu, 1er comte d'Halifax (1684-1739)
      - Thomas Lumley-Saunderson, 3e comte de Scarbrough (1691-1752) X (1724) Frances Hamilton (1700-1772)
        - Richard , 4e comte de Scarbrough (1725-1782) X (1752) Barbara Savile (≈1724-1797)
          - George Lumley-Saunderson, 5e comte de Scarbrough) (1753-1807)
          - Richard Lumley-Saunderson, 6e comte de Scarbrough (1857-1832) X (1787) Henrietta Willoughby (1766-1846)
          - Thomas Lumley-Saunderson (1758-1782)
          - John Lumley-Savile, 7e comte de Scarbrough (1761-1835) X (1785) Anna Hering (1766-1850)
            - John Lumley-Savile, 8e comte de Scarbrough (1788-1856)
              - suite de l'arbre généalogique : barons Savile

            - Anna Lumley-Savile (1791-1840)
            - Louisa Lumley-Savile (1794-1885) X (1825) Thomas Cator (1790-1864)
            - Henrietta Lumley-Savile (1797-1864) X (1821) Frederick Manners-Sutton (1784-1826)

          - Frederick Lumley-Saunderson (1761-1831) X (1786) Harriet Boddington (1765-1810)
            - Frederick Lumley-Savile (1788-1837) X (1812) Charlotte Beresford (1795-1851)
              - Richard Lumley, 9e comte de Scarbrough (1813-1884) X (1846) Frederica Drummond (1827-1907)
                - Algitha Lumley (1847-1919) X (1868) William Orde-Powlett, 4e baron Bolton (1845-1922)
                - Ida Lumley (1848-1936) X (1869) George Bridgeman, 4e comte de Bradford (1845-1915)
                - Lyulph Lumley, vicomte Lumley (1850-1868)
                - Lillian Lumley (1851-1943) X (1871) Lawrence Dundas, 1er marquis de Zetland (1844-1929)
                - Sibell Lumley (1855-1929) X (1874) Victor Grosvenor (1853-1884) (dont descendance) puis épouse George Wyndham (1863-1913) en 1887 (dont descendance).
                - Aldred Lumley, 10e comte de Scarbrough (1857-1945) X (1899) Lucy Dunn-Gardner (1860-1931)
                  - Serena Lumley (1901-2000) X (1923) Robert James (1873-1960)

                - Osbert Lumley (1862-1923) X (1892) Constance Wilson-Patten (1864-1933)
                  - Sibell Lumley (1893-1898)
                  - Richard Lumley (1894-1914)
                  - Roger Lumley, 11e comte de Scarbrough (1896-1969) X (1922) Katherine McEwen (1899-1979)
                    - Mary Lumley (1923-1998) X (1952) Roger Hesketh (1902-1987)
                    - Elizabeth Lumley (1925-2020) X (1953) Christopher Beckett, 4e baron Grimthorpe (1915-2003)
                    - Anne Lumley (1928-2006) X (1953) Matthew Ridley, 4e vicomte Ridley (1925-2012)
                    - Richard Lumley, 12e comte de Scarbrough (1932-2004) X (1970) Elizabeth Ramsay (1941-)
                      - Richard Lumley, 13e comte de Scarbrough (1973-)
                      - Frederick Lumley (1975-1975)
                      - Thomas Lumley (1980-) X Charan Sohanpaul (?-)
                      - Rose Lumley (1981-) X Tom Cole (?-)

                    - Jane Lumley (1935-2016) X (1963) Hugh Wiley (1927-1999)

                  - Lillian Lumley (1896-1969) X (1927) Clive Austin (1900-1974)

              - Frances Lumley (1814-1879) X (1836) Charles Hill (1798-1864)
              - Henrietta Lumley (1816-1904) X (1835) Edmund L'Estrange (?-1886)
              - Georgiana Lumley (1820-1877) X (1844) Sir William Milner, 5e baronnet de Nun Appleton Hall (1820-1867)

          - Mary Lumley-Saunderson (1763-1817) X (1792) Francis Foljambe (1749-1814)
          - Savile Lumley-Saunderson (1768-1846) X (1806) Mary Tahourdin (?-1869)
          - William Lumley-Saunderson (1769-1850)
          - Louisa Lumley-Saunderson (1773-1811) X (1798) Winchcombe Hartley (1773-1847)
          - Sophia Lumley-Saunderson (1777-1832)

        - Frances Lumley-Saunderson (≈1729-1796) X (1753) Peter Ludlow, 1er comte Ludlow (1730-1803)

      - Charles Lumley (1693-1728)
      - Anne Lumley (1695-1739) X (1739) Frederick Frankland (1694-1768)
      - Barbara Lumley (≈1696-1755) X (1716) Charles Leigh (1686-1749)
      - John Lumley (1703-1736)
      - James Lumley (1706-1766)

  - Julia Lumley (1624-1691) X (1666) Sir Christopher Conyers, 2e baronnet de Horden (1621-1693)

### Suite de l'arbre généalogique: barons Savile
- John Lumley-Savile, 8e comte de Scarbrough
  - George Lumley-Savile (1812-1816)
  - John Savile, 1er baron Savile (1818-1896)
  - Frederick Lumley-Savile (1819-1859) X (1849) Mary Jenkins (?-1922)
    - Amy Lumley-Savile (?-1943) X (1885) John Goodfellow (?-1897) (sans descendance) puis épouse Harry Huntsman (?-1929) en 1906.
    - Minnie Lumley-Savile (?-1946)
    - John Lumley-Savile, 2e baron Savile (1854-1931) X (1916) Esmé Wolton (1888-1958)
      - George Lumley-Savile, 3e baron Savile (1919-2008)
      - Henry Lumley-Savile (1923-2001) X (1946) Presiley Inchbald (1925-2020)
        - John Lumley-Savile, 4e baron Savile (1947-)

      - Henry Lumley-Savile (1923-2001) X (1972) Margaret Phillips (?-?)
        - James Lumley-Savile (1975-)
        - Peter Lumley-Savile (1975-)
        - Robin Lumley-Savile (1975-)

      - Deirdre Lumley-Savile (1928-2018) X (1948) Kent Parrot (1910-1995)

  - Henry Lumley-Savile (1820-1881)
  - Augustus Lumley-Savile (1829-1887)